# Китон, Джо
Джозеф Хейли Китон, известный как Джо Китон (англ. Joseph Hallie Keaton, 6 июля 1867 — 13 января 1946) — американский комедийный актёр, отец Бастера Китона.

## Биография
Джо Китон и жена Майра были исполнителями водевиля в начале 1900-х. Джо Китон, был партнёром Гарри Гудини по совместному «Медицинском шоу» (англ. Mohawk Indian Medicine Company). Джо танцевал и делал сальто, Майра играла на саксофоне, а Гудини показывал карточные фокусы и поражал зрителей тем, что с необычайной легкостью освобождался от наручников местного шерифа.
Их сын Бастер присоединился к ним, когда ему было всего несколько месяцев от роду. С годами, Джо Китон стал алкоголиком, который заставил Бастера бросить актёрство, когда он был подростком. Майра и Джо расстались вскоре после совершеннолетия Бастера. Он жил один в отеле Hollywood в течение многих лет и, как говорили, бросил пить, стал христианином. Джо умер после длительной болезни.

## Фильмография
- 1935 — Палука от падука / Palooka from Paducah
- 1926 — Генерал / The General
- 1925 — На Запад / Go West (нет в титрах)
- 1924 — Шерлок-младший / Sherlock Jr.
- 1923 — Наше гостеприимство / Our Hospitality
- 1922 — Мечты / Daydreams
- 1922 — Электрический дом / The Electric House
- 1921 — Козёл отпущения / The Goat
- 1920 — Соседи / Neighbors
- 1920 — Балда / The Saphead
- 1920 — Осужденный № 13 / Convict 13
- 1918 — Спокойной ночи, сестричка! / Good Night, Nurse!
- 1918 — Странный Дикий Запад / Out West
- 1918 — Коридорный / The Bell Boy
- 1917 — Сельский герой / A Country Hero